# Pachacámac (distrikt)
Pachacámac (distrikt) är ett av 43 distrikt i Lima. Det gränsar i norr till  Cieneguilla, i öster med Huarochirí, i söder till Lurín och i väster med Villa María del Triunfo och La Molina.
Distriktet grundades vid tiden för Perus självständighet. Det har namngivits efter de arkeologiska resterna av templet Pachacámac, ett viktigt ceremoniellt centrum vid Perus centrala kustavsnitt.
Templet Pachacámac är beläget i granndistriktet Lurín.